# Escola de Ciência Política da Universidade Federal do Estado do Rio de Janeiro
A Escola de Ciência Política da Universidade Federal do Estado do Rio de Janeiro é uma nova faculdade de ciência política no Rio de Janeiro. O curso de bacharelado em ciência política teve início em 2009 e consiste de 8 períodos, tendo cerca de 60 alunos em turno integral no primeiro ano. A Escola fica sediada no Centro de Ciências Jurídicas e Políticas em Botafogo. Segundo consta, a escola seria a 2ª pública e federal deste tipo no Brasil. Seu diretor, e também coordenador do curso de ciência política, é o Profº Dr. Fernando Daniel Quintana.

## Estrutura
- Biblioteca Setorial do Centro de Ciências Jurídicas e Políticas
- «Diretório Acadêmico de Ciência Política (DACP)». (fundado a 20 de maio de 2009)